# 국제 노동자 아마추어 체육 총연맹
국제 노동자 아마추어 체육 총연맹(프랑스어: Confédération Sportive Internationale Travailliste et Amateur; CSIT)은 생활체육 분야의 국제적 연맹체로 본부는 벨기에 헨트에 있다. 1913년 설립된 사회주의노동자 체육 인터내셔널(SASI)의 후신으로서 1946년에 설립되었다. 국제 노동자 체육운동의 역사적 개념을 계승하여 “만인을 위한 체육(Sports for all)”을 정책적 모토로 삼고 있다.
1973년 국제 경기 연맹 총연합회(GAISF) 가맹단체가 되었고 1986년 국제 올림픽 위원회(IOC)의 협력대상으로 공인받았다.

## 가맹 기관
- 알제리 알제리 체육노동연맹
- 오스트리아 오스트리아 체육운동사업단, 마마넷 오스트리아지부
- 벨기에 벨기에 프랑스어권 노동체육협회, 프로스 멀티스포르트 플란데런, 플람스 무술체육협회
- 불가리아 불가리아 노동자체육건강연맹
- 카메룬 카메룬 노동체육협회
- 중국 중국직공대외교류중심
- 크로아티아 건강생활한림원
- 키프로스 범키프로스 노동자 스포츠 클럽
- 덴마크 덴마크 노동자체육총동맹
- 에스토니아 에스토니아 체육회 칼레브, 에스토니아 체육회 여우드
- 핀란드 핀란드 노동자체육동맹
- 프랑스 프랑스 노동체육연맹, 직장인체육체조연맹
- 독일 자전거자동차동맹 독일연대
- 그리스 그리스 직장인체육건강기구
- 인도 B. R. 암베드카르 박사 체육재단
- 이란 이란 아마추어 노동자 체육연맹
- 이라크 이라크 직장인체육연맹
- 아일랜드 아일랜드 육상협회
- 이스라엘 노동자체육협회 하포엘
- 이탈리아 문화체육여가협회, 이탈리아 문화체육협회, 전국자유체육센터, 이탈리아 곡예안무체육연맹, 전국체육교육센터, 마마넷 이탈리아지부, 이탈리아 자전거연맹
- 코소보 코소보 노동자체육연맹
- 라트비아 라트비아 만인체육협회
- 리투아니아 리투아니아 체육회 잘기리스
- 몰타 몰타 만인체육회
- 멕시코 노동자체육원
- 네덜란드 네덜란드 문화체육동맹
- 페루 페루 노동자체육협회
- 포르투갈 국립여가향유연구원, 포르투갈 나한도권법연맹
- 러시아 러시아 체육협회 아톰스포르트
- 슬로베니아 슬로베니아 아마추어노동자체육연합
- 대한민국 대한직장인체육회
- 에스파냐 카탈루냐 체육평의회연합
- 스위스 스위스 노동자체조체육총동맹, 스위스 만인체육연맹
- 튀니지 전국체육문화노동기구, 튀니지 체육노동연맹
- 튀르키예 튀르키예 만인체육연맹
- 영국 연합왕국 만인유도회
- 우크라이나 우크라이나 맨손격투연맹